# Ravenstonedale
Ravenstonedale is een civil parish in het Engelse graafschap Cumbria. In 2001 telde het dorp 570 inwoners.